# Cordeliers (metrostation)
Cordeliers is een metrostation aan lijn A van de metro van Lyon, onder de Rue de la République in de Franse stad Lyon. Het station is geopend op 2 mei 1978, toen lijn A in gebruik werd genomen. Het station ligt direct onder straatniveau en de perrons hebben beide een aparte ingang. Bij dit station kan er over worden gestapt op verschillende lijnen van de trolleybus van Lyon.
Het station bedient het middelste gedeelte van de Rue de la République, een voetgangersstraat waar op dit gedeelte ook bussen kunnen rijden, en bevindt zich direct naast van de Grand Bazar de Lyon. Andere markante punten in de omgeving zijn het Palais de la Bourse en de église Saint-Bonaventure.
Perrache · Ampère - Victor Hugo · Bellecour · Cordeliers · Hôtel de Ville - Louis Pradel · Foch · Masséna · Charpennes - Charles Hernu · République - Villeurbanne · Gratte-Ciel · Flachet - Alain Gilles · Cusset · Laurent Bonnevay - Astroballe · Vaulx-en-Velin - La Soie